# EN 60601-1
Die Europäische Norm EN 60601-1 Medizinische elektrische Geräte; Teil 1: Allgemeine Festlegungen für die Sicherheit einschließlich der wesentlichen Leistungsmerkmale ist die identische europäische Version der internationalen Norm IEC 60601-1. Im Rahmen des VDE-Normenwerks ist die Norm als VDE 0750-1 klassifiziert.
Herausgeber der DIN-Norm DIN EN 60601-1 ist das Deutsche Institut für Normung. Herausgeber der ÖNORM ÖVE/ÖNORM EN 60601-1 ist Austrian Standards International.

## Inhalt
Die Norm EN 60601-1 definiert allgemeine Anforderungen für die Basissicherheit und die wesentlichen Leistungsmerkmale von elektrischen Systemen mit einem Anschluss an ein Versorgungsnetz, die gemäß den Herstellerangaben zur Diagnose, Behandlung oder Überwachung von Patienten bestimmt sind. Diese Norm gilt nur für Geräte und Systeme, die in direktem körperlichen oder elektrischen Kontakt zum Patienten stehen. Demzufolge ist sie nicht auf reine Software-Produkte anwendbar, die ohne Hardware (wie z. B. die Computer, auf denen sie betrieben werden), in Verkehr gebracht werden. Diese Norm gilt auch nicht für In-vitro-Diagnosegeräte oder implantierbare Teile von aktiven implantierbaren medizinischen Geräten.
Zur Familie der EN 60601-1 gehören noch rund 10 Kollateralstandards (EN 60601-1-x) und rund 60 Partikulärstandards (EN 60601-2-y). Eine Übersicht über die Normenreihe gibt EN 60601. Von einem speziellen Medizinprodukt sind die allgemeinen Anforderungen der EN 60601-1 sowie die speziellen Anforderungen anwendbaren Kollateral- und Partikulärstandards einzuhalten.
Die Kollateralstandards legen Anforderungen an einzelne Produktklassen fest, wie z. B. EN 60601-1-3, die Anforderungen an den Strahlenschutz in der radiologischen Diagnostik festlegt. Die Partikulärstandards legen Anforderungen für einzelne Produkte fest, z. B. EN 60601-2-33 für Geräte der Magnetresonanztomographie oder EN 60601-2-45 für Mammographiegeräte.
Den Partikulärstandards kommt eine besondere Bedeutung zu. Da sie einzelne Anforderungen der Kollateralstandards und des Basisstandards aufheben, verändern oder ergänzen können, bestimmt ihr Inhalt die einzuhaltenden Anforderungen für ein Medizinprodukt. Dabei ist unbedingt zu beachten, dass sich die auf ein Medizinprodukt angewendeten Kollateral- und Partikulärstandards auf dieselbe Ausgabe des Basisstandards beziehen müssen. Der Bezug eines Standards auf die dritte Ausgabe ist daran zu erkennen, dass die Worte „Basissicherheit“ und „wesentliche Leistungsmerkmale“ im Titel enthalten sind.

## Dritte Ausgabe
Bei der dritten Ausgabe der Norm EN 60601-1 aus dem Jahr 2006 handelt es sich um eine komplette Überarbeitung der zweiten Ausgabe aus dem Jahr 1988. Mit der Herausgabe der dritten Ausgabe wurde die Bedeutung des Risikomanagements erheblich gestärkt. Risikomanagement gemäß ISO 14971 ist nun ein wesentlicher Bestandteil des Sicherheitskonzeptes von Medizingeräten. Außerdem wurden die Inhalte der EN 60601-1-1 und der EN 60601-1-4 in die EN 60601-1 integriert. Die dritte Ausgabe der europäischen Norm von 2006 entspricht der Ausgabe der IEC aus dem Jahr 2005.

### Gültigkeit der dritten Ausgabe
Für Produkte, für die keine Partikulärstandards anzuwenden sind, konnten in der EU noch bis zum 1. Juni 2012 übergangsweise sowohl die Anforderungen der zweiten als auch der dritten Ausgabe zur Dokumentation der Erfüllung der grundlegenden Anforderungen der Medizinprodukte-Richtlinie angewendet werden. Ursprünglich war geplant, die zweite Ausgabe schon im September 2009 durch die dritte Ausgabe zu ersetzen. Nach der Verschiebung des Datums durch die Arbeitsgruppe CENELEC/TC62 auf den 1. Juni 2012, verlor die zweite Ausgabe ihre Gültigkeit zur Dokumentation der Erfüllung der grundlegenden Anforderungen.
Für Produkte, für die Partikulärstandards anwendbar sind, bestimmen letztlich deren Übergangsfristen die Anwendbarkeit der EN 60601-1. Beispielsweise gilt für Ultraschallgeräte seit dem 1. Oktober 2010 in der EU nur noch die dritte Ausgabe, da die Übergangsfrist des betreffenden Partikulärstandards EN 60601-2-37 zu diesem Datum bereits abgelaufen war. Ähnliches gilt für Geräte der Computertomographie, die Übergangsfrist des betreffenden Partikulärstandards EN 60601-2-44 ist am 1. Mai 2012 abgelaufen.
Genau genommen wird auf ein Gerät, für das ein Partikulärstandard vorliegt, nicht die EN 60601-1 angewendet, sondern nur der entsprechende Partikulärstandard. Die darin enthaltenen normativen Verweise verweisen auf die anzuwendende Ausgabe der EN 60601-1 und die anzuwendenden Kollateralstandards. Solange ein Partikulärstandard gilt, der auf die zweite Ausgabe der EN 60601-1 verweist, kann für dieses spezielle Produkt die zweite Ausgabe angewendet werden.
Generell gilt, dass die Anwendung von Normen stets freiwillig ist. Allerdings dokumentieren sie den jeweiligen Stand der Technik, was dann relevant wird, falls jemand durch ein Medizinprodukt geschädigt wird und es zum Streitfall kommt. Harmonisierte Normen wie die EN 60601-1 können angewendet werden, um die Erfüllung der grundlegenden Anforderungen der Medizinprodukte-Richtlinie der EU nachzuweisen. Prinzipiell kann diese Erfüllung auch auf anderem Weg nachgewiesen werden, der dann aber nachweisbar äquivalent zur Anwendung der Norm ist.
Außerhalb des EWR sind die jeweiligen nationalen Bestimmungen zu beachten. Daraus können sich andere Übergangsfristen ergeben, die zum Teil erheblich von den in der EU gültigen abweichen.

### Zusatz 1 zur dritten Ausgabe (Ausgabe 3.1)
Bereits bei der Veröffentlichung der dritten Ausgabe wurde ersichtlich, dass einige darin enthaltenen Anforderungen zu korrigieren waren. Diese Arbeit konnte nicht mehr vor der Veröffentlichung der dritten Ausgabe geleistet werden, da der von der IEC gesetzte Zeitrahmen zur Erarbeitung der Norm überschritten worden wäre. Diese Korrekturen wurden in die Grundnorm eingearbeitet und im August 2012 mit der Ausgabe IEC 60601-1:2005+A1:2012 veröffentlicht (Europäische Entsprechung: EN 60601-1:2006+A1:2013). Wesentliche Änderungen betreffen die Behebung von Problemen, die durch die Anwendung der Norm erkannt wurden, Reduzierung der Verweise zum Risikomanagement und die Klärung des Begriffs „Wesentliche Leistungsmerkmale“.
Die Ausgabe 3.1 der EN 60601-1 kann für einige Medizinprodukte angewendet werden:
- Alle Produkte, für die kein Partikulärstandard anwendbar ist
- Für Produkte, für die es einen Partikulärstandard gibt, ist sie erst dann anwendbar, wenn aus diesem speziellen Partikulärstandard ausdrücklich auf die Ausgabe 3.1 (also EN 60601-1/A1:2013) verwiesen wird. Falls ein Partikulärstandard ausnahmsweise auf eine Ausgabe der EN 60601-1 ohne Datumsangabe verweist (sog. undatierter Verweis) wäre die Ausgabe 3.1 unmittelbar anwendbar.

Der Grund hierfür liegt einerseits in den ISO/IEC-Direktiven, aus deren Sicht auf die Ausgabe 3.1 ausdrücklich verwiesen werden müsste. Enthält ein bereits veröffentlichter Partikulärstandard einen Verweis auf die dritte Ausgabe (also einen datierten Verweis auf EN 60601-1:2006), ist dieser Partikulärstandard nur mit genau dieser angegebenen Ausgabe anwendbar, die den Zusatz 1 nicht einschließt.
Im Amtsblatt der Europäischen Union wurde am 16. Mai 2014 bekanntgegeben, dass die Konformitätsvermutung der Norm EN 60601-1:2006 mit Wirkung vom 31. Dezember 2017 ausläuft. Anschließend ist die Ausgabe 3.1 (A1:2013) als harmonisierte Norm anwendbar.

### MOOP und MOPP
Die dritte Ausgabe der EN 60601-1 legt vermehrtes Augenmerk auf die Sicherheit von Patienten einerseits und medizinischem Personal als Anwender elektrischer und elektronischer Geräte andererseits. Sie enthält detaillierte und komplexe Anforderungen an die elektrische Sicherheit durch Isolierungen, Luft- und Kriechstrecken, Komponenten und Erdungen. Die Norm fordert, dass medizinisches Equipment, das in Kontakt mit Patienten kommen kann, mit zwei voneinander unabhängigen Sicherheitsvorkehrungen (MOP, Means of Protection) ausgestattet ist, sodass die elektrische Sicherheit auch beim Ausfall einer der Vorkehrungen weiter gewährleistet ist.  Diese Isolationsstufen sind als Anforderungen an die Isolierung des Geräts zum Schutz des Anwenders (MOOP, Means of Operator Protection) oder des Patienten (MOPP, Means of Patient Protection) definiert. Aufgrund der erhöhten Risiken für Patienten beim Kontakt mit elektrischem oder elektronischem Equipment sind an MOPP zum Schutz von Patienten höhere Anforderungen zu stellen als an MOOP zum Schutz des Anwenders.

## Zusatzinformation
2009 wurde ein Beiblatt mit dem Titel „Graphische Symbole für elektrische Geräte in der Medizinischen Anwendung“ veröffentlicht, das mit der dritten Ausgabe der Norm anzuwenden ist. Dabei wurden hauptsächlich drei graphische Symbole korrigiert. Dieses Beiblatt ist eine modifizierte Version der IEC/TR 60878:2003 und enthält graphische Symbole aus fast allen Bereichen der Medizintechnik. Beiblätter haben rein informativen Charakter und sind nicht normativ. Sie geben Hinweise und Hilfen, sind aber nicht zwingend anzuwenden.